# 3-氯氧杂环丁烷
3-氯氧杂环丁烷是一种有机化合物，化学式为C3H5ClO。它可由3-羟基氧杂环丁烷和氯化亚砜反应得到，其副产物为1,3-二氯丙醇和3-氯丙二醇-1,2-亚硫酸酯。它和无水氯化氢反应，可以得到2,3-二氯丙醇。它在碳酸钾存在下和3-[1-(4-溴苯基)-1,2-二甲基丙基]-5-(1H-吡唑-4-基)-1,2,4-噁二唑在DMF中加热反应，可以得到3-[1-(4-溴苯基)-1,2-二甲基丙基]-5-[1-(3-氧杂环丁基)-1H-吡唑-4-基]-1,2,4-噁二唑。